# Campeonato de Europa de patinaje de velocidad en línea 2005
El Campeonato de Europa de patinaje de velocidad en línea de 2005 tuvo lugar del 1 de agosto al 7 de agosto, disputándose en la localidad alemana de Jüterbog. Fue la sexta ocasión en la que Alemania organizó el campeonato continental, tras la edición de 1990.
Los participantes más exitosos fueron Estelle Flourens en mujeres con 4 medallas de oro; Thomas Boucher y Alexis Contin en hombres ambos con 4 medallas de oro.

## Mujeres
| Distancia                   | Oro                                                         | Plata                                                           | Bronce                                                    |
| Pista                       | Pista                                                       | Pista                                                           | Pista                                                     |
| --------------------------- | ----------------------------------------------------------- | --------------------------------------------------------------- | --------------------------------------------------------- |
| 300 m Sprint Individual     | Estelle Flourens                                            | Denise Traini                                                   | Erika Zanetti                                             |
| 500 m Sprint                | Estelle Flourens                                            | Maria Laura Orru                                                | Sheila Posada                                             |
| 1.000 m Sprint              | Estelle Flourens                                            | Nicoletta Falcone                                               | Nele Armée                                                |
| 10.000 m Puntos/Eliminación | Nathalie Barbotin                                           | Nadine Gloor                                                    | Sandra Gómez                                              |
| 15.000 m Eliminación        | Simona Di Eugenio                                           | Nathalie Barbotin                                               | Serena Di Francesco                                       |
| 5.000 m Relevos             | Francia Nathalie Barbotin Aurélie Duchemin Estelle Flourens | Países Bajos · Elma de Vries · Tijn Ponjee · Foske van der Wal  | Italia · Laura Lardani · Laura Lombardo · Simona Spinozzi |
| Ruta                        |                                                             |                                                                 |                                                           |
| 200 m Sprint Individual     | Maria Laura Orru                                            | Nicoletta Falcone                                               | Estelle Flourens                                          |
| 500m Sprint                 | Nicoletta Falcone                                           | Maria Laura Orru                                                | Elma de Vries                                             |
| 10.000 m Puntos             | Laura Lombardo                                              | Nadine Gloor                                                    | Elma de Vries                                             |
| 20.000 m Eliminación        | Laura Lardani                                               | Nathalie Barbotin                                               | Cinzia Ponzetti                                           |
| 10.000 m Relevos            | Alemania · Jana Gegner · Tina Strüver · Sandra Wieduwilt    | Italia · Nicoletta Falcone · Maria Laura Orru · Simona Spinozzi | España · Sandra Gómez · Sheila Posada · Nuria Torres      |
| Larga distancia             |                                                             |                                                                 |                                                           |
| 42.195 m Marathon           | Michaela Neuling                                            | Laura Lardani                                                   | Hilde Goovaerts                                           |

## Hombres
| Distancia                   | Oro                                                    | Plata                                                         | Bronce                                                         |
| Pista                       | Pista                                                  | Pista                                                         | Pista                                                          |
| --------------------------- | ------------------------------------------------------ | ------------------------------------------------------------- | -------------------------------------------------------------- |
| 300 m Sprint Individual     | Gregorio Duggento                                      | Thomas Boucher                                                | Pascal Briand                                                  |
| 500 m Sprint                | Patrizio Triberio                                      | Florian Leveufre                                              | Daniel Zschätzsch                                              |
| 1.000 m Sprint              | Thomas Boucher                                         | Guido Cicconi                                                 | Raphael Pfulg                                                  |
| 10.000 m Puntos/Eliminación | Alexis Contin                                          | Matteo Amabili                                                | Arjan Smit                                                     |
| 15.000 m Eliminación        | Yann Guyader                                           | Alexis Contin                                                 | Matteo Amabili                                                 |
| 5.000 m Relevos             | Francia Julien Despaux Thomas Boucher Florian Leveufre | Italia · Andrea Bighin · Fabio Francolini · Patrizio Triberio | Suiza · Alain Gloor · Raphael Pfulg · Roger Schneider          |
| Ruta                        |                                                        |                                                               |                                                                |
| 200 m Sprint Individual     | Patrizio Triberio                                      | Matthias Schwierz                                             | Julien Despaux                                                 |
| 500m Sprint                 | Thomas Boucher                                         | Wouter Hebbrecht                                              | Raphael Pfulg                                                  |
| 10.000 m Puntos             | Alexis Contin                                          | Alain Gloor                                                   | Fabio Francolini                                               |
| 20.000 m Eliminación        | Alexis Contin                                          | Andrea Bighin                                                 | Alain Gloor                                                    |
| 10.000 m Relevos            | Francia Thomas Boucher Alexis Contin Yann Guyader      | Países Bajos · Sjoerd Huisman · Mark Horsten · Ronald Mulder  | Italia · Fabio Francolini · Matteo Poletti · Patrizio Triberio |
| Larga distancia             |                                                        |                                                               |                                                                |
| 42.195 m Marathon           | Nicolas Iten                                           | Patrizio Triberio                                             | Roger Schneider                                                |

## Medallero
| Pos. | País         | Oro | Plata | Bronce | Total |
| ---- | ------------ | --- | ----- | ------ | ----- |
| 1.   | Francia      | 13  | 5     | 3      | 21    |
| 2.   | Italia       | 8   | 12    | 7      | 27    |
| 3.   | Alemania     | 2   | 1     | 1      | 4     |
| 4.   | Suiza        | 1   | 3     | 5      | 9     |
| 5.   | Países Bajos | 0   | 2     | 3      | 5     |
| 6.   | España       | 0   | 0     | 3      | 5     |